# Bazoumana Touré
Bazoumana Touré (* 2. März 2006) ist ein ivorischer Fußballspieler. Der Flügelspieler steht aktuell bei der TSG 1899 Hoffenheim unter Vertrag.

## Karriere

### Verein
Touré begann seine Profikarriere beim ivorischen Rekordmeister ASEC Mimosas. Dort rückte er im Laufe des Jahres 2022 in die Profimannschaft auf und gewann mit dieser in der Spielzeit 2022/23 die Meisterschaft.
Nach zwei Probetrainings schloss er sich Anfang März 2024 dem schwedischen Verein Hammarby IF an und unterschrieb dort einen langfristigen Vertrag. Bei seinem neuen Klub spielte sich Touré schnell in die Startelf und beendete die Saison 2024 mit 23 Einsätzen, davon 20 von Beginn an. Mit 13 Scorerpunkten – 9 Tore und 4 Vorlagen – war er in seinem ersten Jahr in Schweden hinter Nahir Besara der zweitbeste Scorer von Hammarby.
Anfang Februar 2025 verließ Touré Schweden nach nur einem Jahr und wechselte zum Bundesligisten TSG 1899 Hoffenheim nach Deutschland. Sein erstes Pflichtspiel für die TSG absolvierte er am 8. Februar 2025, als er im Ligaspiel gegen den 1. FC Union Berlin für Dennis Geiger eingewechselt wurde. Knapp zwei Monate später stand er im Spiel gegen den FC Augsburg erstmals in der Startelf und gehörte anschließend bis zum Saisonende regelmäßig zur Anfangsformation.

### Nationalmannschaft
Im Jahr 2024 bestritt Touré drei Spiele für die ivorische U20-Nationalmannschaft beim Turnier von Toulon. Die Auswahlmannschaft erreichte in dem Turnier das Finale, unterlag dort jedoch der Ukraine im Elfmeterschießen.

## Erfolge
- Ivorischer Meister: 2022/23 (ASEC Mimosas)